# Żebro Adama

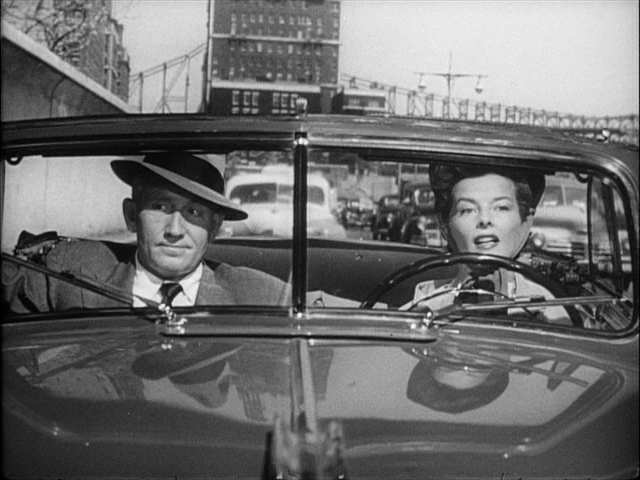
Scena z filmu

Żebro Adama – amerykańska czarno-biała komedia romantyczna w reżyserii George’a Cukora. W rolach głównych wystąpili Spencer Tracy i Katharine Hepburn, a partnerowała im m.in. Judy Holliday, dla której był to pierwszy znaczący film w karierze. Muzykę skomponował Miklós Rózsa poza piosenką „Farewell, Amanda”, którą napisał Cole Porter.
Film został dobrze przyjęty i stał się klasyczną komedią romantyczną.

## Obsada
- Spencer Tracy jako Adam Bonner
- Katharine Hepburn jako Amanda Bonner
- Judy Holliday jako Doris Attinger
- Tom Ewell jako Warren Francis Attinger
- David Wayne jako Kip Lurie
- Jean Hagen jako Beryl Caighn
- Hope Emerson jako Olympia La Pere
- Eve March jako Grace
- Clarence Kolb jako sędzia Reiser
- Polly Moran jako pani McGrath
- Will Wright jako sędzia Marcasson
- Madge Blake jako pani Bonner, matka Adama
- Marvin Kaplan jako sądowy stenografista

## Wersja polska
Opracowanie i udźwiękowienie wersji polskiej: Studio Opracowań Filmów w Warszawie

Reżyser: Seweryn Nowicki

Dialogi polskie: Jan Moes i Krystyna Uniechowska

Operator dźwięku: Zdzisław Siwecki

Montaż: Janina Nowicka

Kierownik produkcji: J. Kulawczyk

W wersji polskiej udział wzięli:
- Stanisław Jaśkiewicz – Adam Bonner
- Aniela Świderska – Amanda Bonner
- Hanna Skarżyńska –  Hope Emerson